# Eastmain (rzeka)
Eastmain (fr. Rivière Eastmain, ang. Eastmain River) – rzeka w Kanadzie, w prowincji Quebec. Jej długość wynosi 756 km, a powierzchnia dorzecza – 46,4 tys. km². 
Źródła rzeki znajdują się w wyżynnym centrum półwyspu Labrador. Spadki biegu rzeki są duże, znajduje się na niej wiele bystrzy i wodospadów. Rzeka uchodzi do Zatoki Jamesa. U jej ujścia znajduje się osada Indian Kri Eastmain.
W 1685 u ujścia rzeki powstała osada handlu futrem Eastmain.
W latach 80. XX wieku, w ramach projektu Zatoki Jamesa, większą część wód rzeki Eastmain skierowano na północ do zbiornika wodnego Opinaca i dalej do rzeki La Grande. Przepływy wody w dolnym biegu rzeki są obecnie znacznie mniejsze, a zimą rzeka zamarza teraz całkowicie. Kolejnym etapem (planowane zakończenie w 2007) tego projektu jest budowa zbiornika wodnego o powierzchni 600 km² wraz z elektrownią wodną o mocy 480 MW.